# Bíró János (történész)
Hegyaljai Bíró János (Gyergyószentmiklós, 1905. november 24. – Nyíregyháza, 1972. május 28.) magyar jogász, történész, író.

## Életútja
Középiskolai tanulmányait szülővárosában és Nagyváradon végezte. Löwenben a jezsuitáknál két évig filozófiát hallgatott, majd Gyergyószentmiklóson a Kereskedői Kör titkára lett. Később a kolozsvári egyetem jogi fakultásán folytatta tanulmányait, s Debrecenben doktorátust szerzett. Ősmagyarok műveltségéhez adatok (Gyergyószentmiklós, 1934) című tanulmányában a német és francia Ázsia-kutatóknak az 1930-as években e téren közzétett eredményeit összegezte. Kötetét a korabeli csíkszeredai ügyészség elkobozta. Tűzjel Hegyalján (Csíkszereda, 1938) című kötete négy népi tárgyú elbeszélést tartalmaz. 1945-től Magyarországon élt.